# غوردون مارشال (عالم اجتماع)
غوردون مارشال (بالإنجليزية: Gordon Marshall)‏ هو عالم اجتماع بريطاني، ولد في 20 يونيو 1952.